# Pholcus phungiformes
Pholcus phungiformes là một loài nhện trong họ Pholcidae. Loài này được phát hiện ở Nga.